# Échecs aux Jeux africains de 2011
Navigation
Édition précédente Édition suivante
Les compétitions d’échecs aux Jeux africains de 2007 sont la 3e édition de cette discipline. Les médailles sont accordées en fonction des résultats obtenus pour les 5 tables et pour le classement par équipes pour les hommes et les femmes. Les rencontres ont eu lieu au Centre culturel de Banco au Mozambique. 

## Nations participantes
67 participants ont pris part à la compétition masculine:
| - Afrique du Sud (10) - Algérie (10) - Angola (10) - Botswana (10) - Égypte (10) | - Éthiopie (5) - Ghana (4) - Kenya (10) - Madagascar (4) - Mozambique (10) | - Namibie (4) - Nigéria (10) - Zambie (5) - Zimbabwe (5) |  |

## Résumé des médailles

### Hommes
| Épreuves               | Or                    | Argent                    | Bronze                     |
| ---------------------- | --------------------- | ------------------------- | -------------------------- |
| 1re table              | Robert Gwaze 92.85 %  | Henry Steel 87.50 %       | Ahmed Adly 81.25 %         |
| 2e table               | Joao Simoes 87.50 %   | Daniel Jere 83.33 %       | Samy Shoker 81.25 %        |
| 3e table               | Amorin Agnelo 91.66 % | Moakofi Notha 83.33 %     | Essam El-Gindy 78.57 %     |
| 4e table               | Mohamed Ezat 91.66 %  | Johannes Mabusela 83.33 % | Catarino Domingos 81.25 %  |
| 5e table               | Bunmi Olape 92.85 %   | Kgaugelo Mosetihe 91.66 % | Khaled Abdel-Razik 85.71 % |
| Classement par équipes | Égypte 30 pts         | Afrique du Sud 26 pts     | Angola 25 pts              |

### Femmes
| Épreuves               | Or                             | Argent                    | Bronze                   |
| ---------------------- | ------------------------------ | ------------------------- | ------------------------ |
| 1re table              | Eman El Ansary 85.71 %         | Amina Mezioud 78.57 %     | Monique Sischy 71.42 %   |
| 2e table               | Sabrina Latreche 100.00 %      | Boikhutso Mudongo 64.28 % | Anzel Solomons 58.33 %   |
| 3e table               | Mona Khaled 90.00 %            | Khadija Latreche 83.33 %  | Vania Vilhete 70.00 %    |
| 4e table               | Wafa Shrook 85.71 %            | Ezet Roos 60.00 %         | Ontiretse Sabure 50.00 % |
| 5e table               | Oluwatobiloba Olatunji 90.00 % | Denise Frick 70.00 %      | Feriel Lalaoui 70.00 %   |
| Classement par équipes | Nigéria 13.00                  | Algérie 10.00             | Afrique du Sud 9.00      |

## Classement de toutes les équipes
| Rang               | Nom            |
| ------------------ | -------------- |
| Médaille d'or      | Égypte         |
| Médaille d'argent  | Afrique du Sud |
| Médaille de bronze | Angola         |
| Médaille de bronze | Zambie         |
| 5                  | Algérie        |
| 6                  | Mozambique     |
| 7                  | Zimbabwe       |
| 8                  | Nigeria        |
| 9                  | Botswana       |
| 10                 | Madagascar     |
| 11                 | Éthiopie       |
| 12                 | Kenya          |
| 13                 | Namibie        |
| 14                 | Kenya          |

| Rang               | Nom            |
| ------------------ | -------------- |
| Médaille d'or      | Égypte         |
| Médaille d'argent  | Algérie        |
| Médaille de bronze | Afrique du Sud |
| Médaille de bronze | Nigeria        |
| 5                  | Botswana       |
| 6                  | Angola         |
| 7                  | Mozambique     |
| 8                  | Kenya          |

## Tableau des médailles
| Rang | Nation         | Or | Argent | Bronze | Total |
| ---- | -------------- | -- | ------ | ------ | ----- |
| 1    | Égypte         | 6  | 0      | 4      | 10    |
| 2    | Angola         | 2  | 0      | 2      | 4     |
| 3    | Nigeria        | 2  | 0      | 0      | 2     |
| 4    | Algérie        | 1  | 3      | 1      | 5     |
| 5    | Zimbabwe       | 1  | 0      | 0      | 1     |
| 6    | Afrique du Sud | 0  | 6      | 3      | 9     |
| 7    | Botswana       | 0  | 2      | 1      | 3     |
| 8    | Zambie         | 0  | 1      | 0      | 1     |
| 9    | Mozambique     | 0  | 0      | 1      | 1     |
|      | Total          | 12 | 12     | 12     | 36    |

## Source
- (en) “Chess   Men´s   board results round 9”, report created by MSL technology. Fichier: CHM 00100190000009.C69.ENG.1.pdf (consulté le 16 septembre 2011)
- (en) “Chess   Men´s   teams board Results Round 9”, report created by MSL technology Fichier: CHM 00100190000009.C73.ENG.1.pdf (consulté le 16 septembre 2011)
- (en) “CHESS   Women´s board Results Round 7”, report created by MSL technology Fichier: CHW 00100170000007.C69.ENG.1.pdf (consulté le 16 septembre 2011)
- (en) “Chess  Women´s  board Results Round 7”,  report created by MSL technology Fichier: CHW 00100170000007.C73.ENG.1.pdf (consulté le 16 septembre 2011)